# 弗里茨·阿尔特
弗里茨·阿尔特（Fritz Arlt，1912年4月12日—2004年4月21日）是一位党卫队上級突擊隊大隊領袖，也是一位在莱比锡实纳粹德国种族政策的重要人物，他之后在二战期间又在波兰被占领的上西里西亞地区开展工作。1940年11月，阿尔特提出了扩建奥斯威辛集中营的计划，以便将波蘭總督府管轄下的各地波兰犹太人都“迁移”到那里。